# Los sueños de Tay-Pi
Pour plus de détails, voir Fiche technique et Distribution.
Los sueños de Tay-Pi était un long métrage d'animation espagnol - considéré comme perdu - de Franz Winterstein, sorti en Espagne en 1951.

## Fiche technique
- Titre : Los sueños de Tay-Pi
- Réalisation : Franz Winterstein
- Production : Ramón Balet et José María Blay
- Animation : Francisco Macián
- Musique : Augusto Algueró
- Pays : Espagne
- Date de sortie : 1951

## Commentaire
Producteur de Garbancito de la Mancha (1945) et de sa suite Alegres vacaciones (1948), José María Blay tente un troisième long métrage et en confie la réalisation à un Autrichien inconnu, Franz Winterstein, venu en Espagne avec une compagnie théâtrale nommée Los Vieneses (Les Viennois). Grâce aux premières émissions de variétés de la télévision espagnole (TVE), les noms des directeurs de cette troupe, Artur Kaps et Franz Johan, sont connus dans tout le pays. Ce sont eux qui composent les chansons du film, auxquelles s'ajoute la musique de Augusto Algueró. Mais le film est un échec commercial. 
Animateur sur ce film, Francisco Macián fondera en 1955 son propre studio.
Il ne subsiste aujourd'hui aucune copie de Los sueños de Tay-Pi.